# Kupiuka vochysiae
Kupiuka vochysiae – gatunek pająka z rodziny skakunowatych i podrodziny Heliophaninae.

## Taksonomia
Gatunek ten opisany został po raz pierwszy w 2010 roku przez Gustava R.S. Ruiza na łamach „Zootaxa”. Jako lokalizację typową wskazano Fazendę Retiro Novo w Pantanal do Poconé w Nossa Senhora do Livramento w brazylijskim stanie Mato Grosso. Epitet gatunkowy pochodzi od Vochysia divergens, rośliny na której spotkano pająka.

## Morfologia
Holotypowy samiec ma ciało długości 3,75 mm przy karapaksie długości 1,6 mm, szerokości 0,95 mm i wysokości 0,5 mm. Karapaks jest czarniawy z parą niewielkich kępek białych łusek na krawędziach ponad biodrami trzeciej pary. Nadustek porastają białe łuski. Barwa szczękoczułków, zaokrąglonych szczęk, wargi dolnej i sternum jest ciemnobrązowa. Nogogłaszczki są ciemnobrązowe. Odnóża pary pierwszej i drugiej są żółte z ciemnobrązowymi bokami, pary trzeciej żółte z czarnymi udami, a pary ostatniej żółte z czarnymi udami i goleniami oraz ciemnobrązowymi bokami nadstopiów. Kolejność ich par od najdłuższej do najkrótszej to IV, III, I, II. Wierzch opistosomy (odwłoka) jest ciemnobrązowy z trzema białawymi, słabo widocznymi paskami poprzecznymi, spód zaś beżowy. Kądziołki przędne są ciemnobrązowo ubarwione.
Nogogłaszczki samca mają bardzo szeroką apofizę retrolateralną goleni, wystającą część tylną tegulum oraz zakrzywiony daleko od tegulum embolus.

## Rozprzestrzenienie
Gatunek neotropikalny, południowoamerykański, endemiczny dla stanu Mato Grosso w Brazylii.